# Anagrafe in Italia
In Italia, i comuni mantengono due registri anagrafici paralleli: l'anagrafe della popolazione residente (APR) e l'anagrafe degli italiani residenti all'estero (AIRE). A tal fine, in ogni comune è presente l'ufficiale dell'anagrafe. Il Sindaco ricopre tra l'altro anche le funzioni di Ufficiale dell'anagrafe e Ufficiale dello stato civile, normalmente affidati con apposita delega al personale dipendente del Comune, Segretario comunale compreso.
Dal 18 gennaio 2022, le anagrafi dei singoli comuni sono confluite nell'anagrafe nazionale della popolazione residente (ANPR), istituita presso il Ministero dell'Interno al fine di centralizzare la gestione del dato anagrafico a livello nazionale.

## Storia
Il Regno d'Italia istituì  presso ogni Comune la prima anagrafe non obbligatoria con il RD 31 dicembre 1864, n. 2105. In occasione del secondo censimento l'ha resa obbligatoria con la legge 20 giugno 1871, n. 297 disciplinandola con successivi regolamenti: 4 aprile 1873, n. 1363 e 21 ottobre 1901, n. 445.
Nei decenni intervennero le seguenti leggi:
- Legge 24 dicembre 1954, n. 1228 con regolamento approvato con DPR 31 gennaio 1958, n. 16.[3]

## Modalità di tenuta
Tecnicamente si esplica mediante la tenuta delle schede individuali e delle situazioni o stati di famiglia. Le attuali tecnologie informatiche consentono di conservare i dati senza ausilio del supporto cartaceo e di gestire le situazioni di famiglia mediante la sola tenuta e aggiornamento delle schede individuali.
L'anagrafe ha una stretta relazione con lo stato civile, ossia i registri delle nascite, matrimoni o delle unioni civili, morti, naturalizzazioni, divorzi, adozioni ecc.

## Tipi
Ci possono essere altri vari tipi di anagrafe, come ad esempio l'anagrafe tributaria, che registra i dati relativi alla situazione finanziaria di singoli cittadini e imprese.